# 天賦
| ウィキペディアには「天賦」という見出しの百科事典記事はありません（タイトルに「天賦」を含むページの一覧/「天賦」で始まるページの一覧）。 代わりにウィクショナリーのページ「天賦」が役に立つかもしれません。 |